# Возобновляемая энергия
Доли в % различных источников в мировом производстве электроэнергии в 2019 году (IEA, 2021)
 Уголь/Торф (36,7 %) Природный газ (23,5 %) Гидро (16,0 %) Ядерная (10,3 %) Ветровая (5,3 %) Нефть (2,8 %) Солнечная (2,6 %) Биотопливо и энергия из отходов (2,4 %) Геотермальная, приливная и прочие (0,5 %)

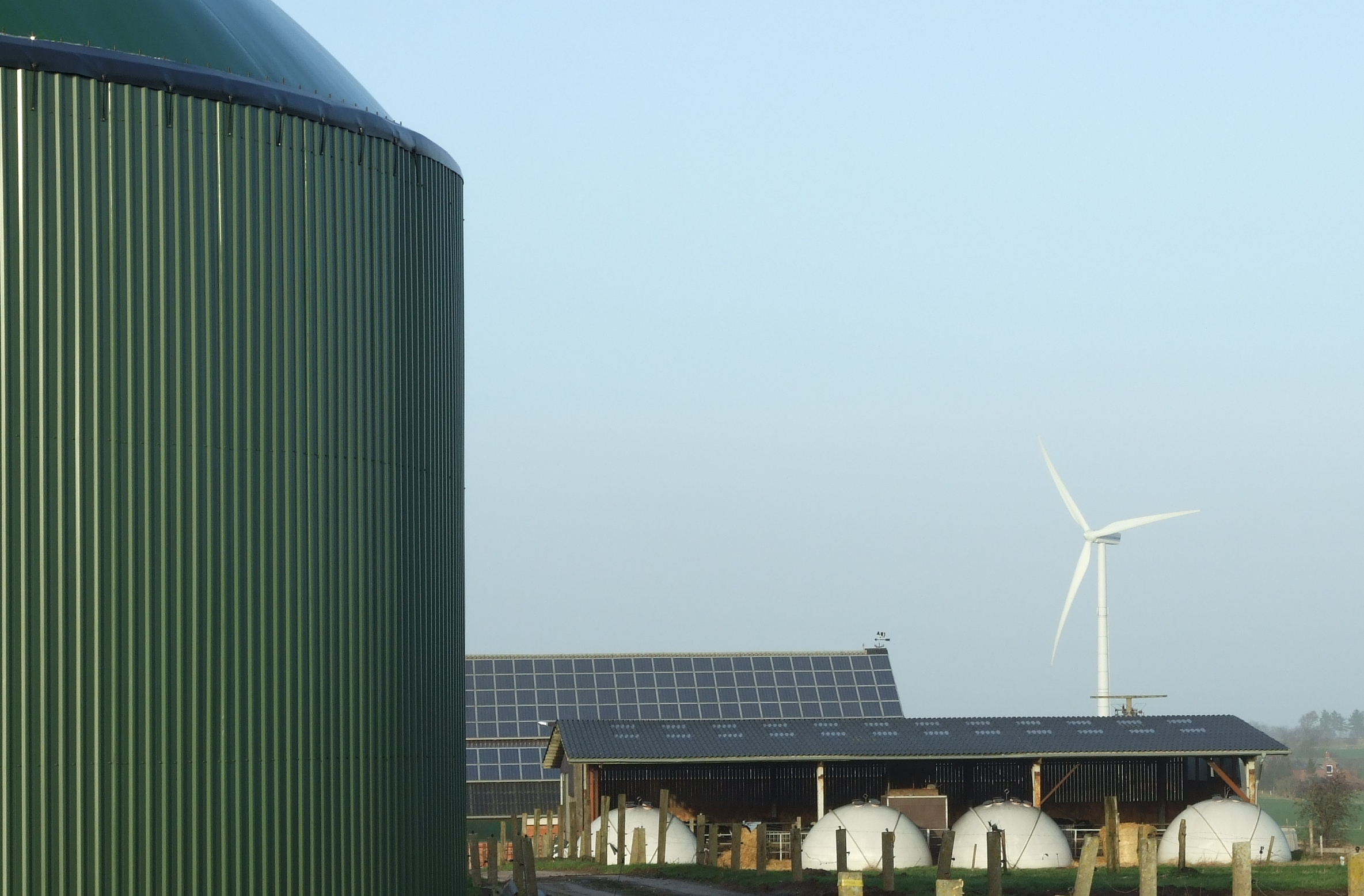
Резервуар для производства биогаза, фотоэлектрические панели и ветрогенератор

Возобновля́емая, или регенерати́вная, «зелёная», эне́ргия — энергия из энергетических ресурсов, которые являются возобновляемыми или неисчерпаемыми по человеческим масштабам.
Основной принцип использования возобновляемой энергии заключается в её извлечении из постоянно происходящих в окружающей среде процессов или возобновляемых органических ресурсов и предоставлении для технического применения.
Возобновляемую энергию получают из природных ресурсов, таких как:
солнечный свет,
водные потоки,
ветер,
приливы и
геотермальная теплота,
которые являются возобновляемыми (пополняются естественным путём),
а также из биотоплива: древесины, растительного масла, этанола, биогаза.
В 2019 году 26,8 % мирового энергопотребления было удовлетворено из возобновляемых источников энергии (из которых большая часть (16 %) составляет гидроэнергетика). 
В 2024 году более 40 % мировой электроэнергии было произведено из возобновляемых источников энергии. Наибольший рост показала солнечная генерация.

## Тенденции
В 2006 году около 18 % мирового потребления электроэнергии было удовлетворено из возобновляемых источников энергии, причём 13 % из традиционной биомассы, таких, как сжигание древесины. 
В 2010 году 16,7 % мирового потребления энергии поступало из возобновляемых источников; в 2015 году этот показатель составил 19,3 %. 
Доля традиционной биомассы постепенно сокращается, в то время как доля  возобновляемой энергии растёт.
По прогнозу ИЭИ РАН и Центра энергетики Московской школы управления «Сколково», к 2040 году ВИЭ обеспечат 35-50 % мирового производства электроэнергии и 19-25 % всего энергопотребления.
С 2004 по 2013 годы доля электроэнергии, производимой в Евросоюзе из возобновляемых источников, выросла с 14 до 25 %. В Германии в 2018 году из возобновляемых источников было произведено 38 % электроэнергии, в 2024 году — 54% (включая гидроэнергетику).
21 мая 2023 г. с 11:00 и до 17:00  из-за перепроизводства на альтернативных источниках (на ветряках и солнечных электростанциях) в подавляющем большинстве стран Евросоюза стоимость электроэнергии ушла в отрицательные значения.
Бразилия проводит одну из крупнейших программ использования возобновляемых источников энергии в мире, связанную с производством топливного этанола из сахарного тростника; этиловый спирт в настоящее время покрывает 18 % потребности страны в автомобильном топливе. Топливный этанол также широко распространён в США.
Гидроэлектроэнергия является крупнейшим источником возобновляемой энергии, обеспечивая 15,3 % мировой генерации электроэнергии и 3,3 % мирового потребления энергии (в 2010 году).
Использование энергии ветра растёт примерно на 30 % в год, по всему миру с установленной мощностью 318 гигаватт (ГВт) в 2013 году, и широко используется в странах Европы, США и Китае.
Солнечные электростанции популярны в Германии и Испании. Солнечные тепловые станции действуют в США и Испании, а крупнейшей из них является станция в пустыне Мохаве мощностью 354 МВт. 
Производство фотоэлектрических панелей быстро нарастает, в 2008 году было произведено панелей общей мощностью 6,9 ГВт (6900 МВт), что почти в шесть раз больше уровня 2004 года.
Геотермальные установки: крупнейшей в мире является установка на гейзерах в Калифорнии с номинальной мощностью 750 МВт.
Крупные несырьевые компании поддерживают использование возобновляемой энергии. 
Так, IKEA собирается к 2020 году полностью обеспечивать себя за счёт возобновляемой энергии. 
Apple — крупнейший владелец солнечных электростанций, и за счёт возобновляемых источников энергии работают все дата-центры компании. 
Доля возобновляемых источников в энергии, потребляемой Google, составляет 35 %, инвестиции компании в возобновляемую энергетику превысили 2 миллиарда долларов.
| Глобальные показатели возобновляемой энергии                                           | 2008 | 2009 | 2010 | 2011 | 2012 | 2013 | 2014 | 2015 | 2016 | 2017 | 2018 | 2019  | 2020  | 2021 |
| -------------------------------------------------------------------------------------- | ---- | ---- | ---- | ---- | ---- | ---- | ---- | ---- | ---- | ---- | ---- | ----- | ----- | ---- |
| Ежегодные инвестиции в возобновляемую энергию (млрд. доллар США)                       | 130  | 160  | 211  | 257  | 244  | 232  | 270  | 286  | 241  | 326  | 296  | 298,4 | 303,5 | 366  |
| Суммарная установленная мощность возобновляемой энергии (включая гидроэнергетику, ГВт) | 1140 | 1230 | 1320 | 1360 | 1470 | 1578 | 1712 | 1849 | 2017 | 2197 | 2387 | 2581  | 2838  | 3146 |
| Гидроэнергетика (ГВт)                                                                  | 885  | 915  | 945  | 970  | 990  | 1018 | 1055 | 1064 | 1096 | 1112 | 1135 | 1150  | 1170  | 1195 |
| Солнечная энергетика (ГВт)                                                             | 16   | 23   | 40   | 70   | 100  | 138  | 177  | 227  | 303  | 405  | 512  | 621   | 760   | 942  |
| Ветроэнергетика (ГВт)                                                                  | 121  | 159  | 198  | 238  | 283  | 319  | 370  | 433  | 487  | 540  | 591  | 650   | 743   | 845  |
| Биоэнергетика (ГВт)                                                                    |      |      |      |      |      |      |      |      |      | 121  | 131  | 137   | 133   | 143  |
| Геотермальная энергетика (ГВт)                                                         |      |      |      |      |      |      |      |      |      | 12,8 | 13,2 | 14    | 14,1  | 14,5 |
| Производство биодизеля (млрд. литров)                                                  | 12   | 17,8 | 18,5 | 21,4 | 22,5 | 26   | 29,7 | 30,3 | 30,8 | 33   | 41   | 41    | 39    |      |
| Производство этанола (млрд. литров)                                                    | 67   | 76   | 86   | 86   | 83   | 87   | 94   | 98   | 99   | 104  | 111  | 115   | 105   |      |
| Количество стран, имеющих цели развития возобновляемой энергии                         | 79   | 89   | 98   | 118  | 138  | 144  | 164  | 173  | 176  | 179  | 169  | 172   | 165   |      |

## Источники возобновляемой энергии

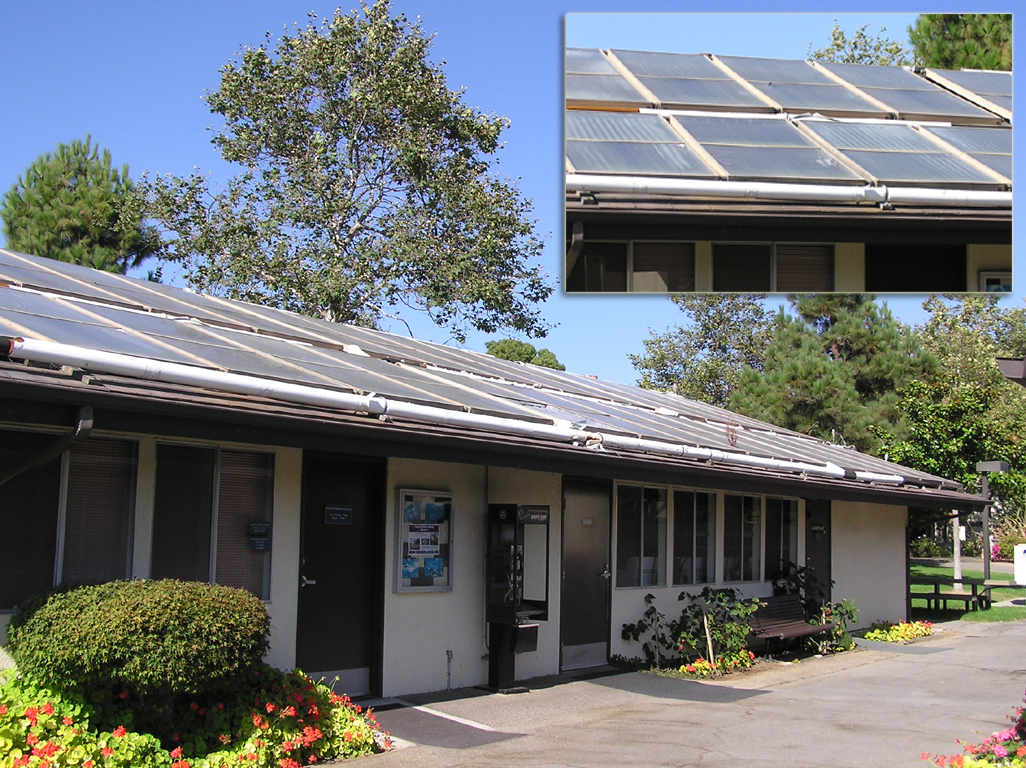
Прачечная самообслуживания, использующая для работы солнечную энергию

### Энергия ветра

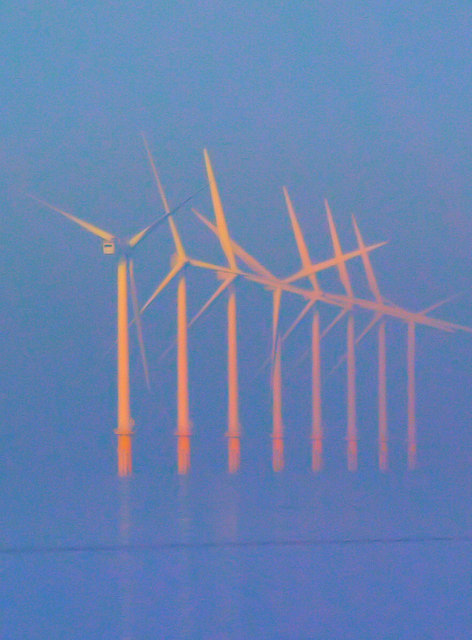
Офшорный ветропарк на севере Великобритании

### Гидроэнергия

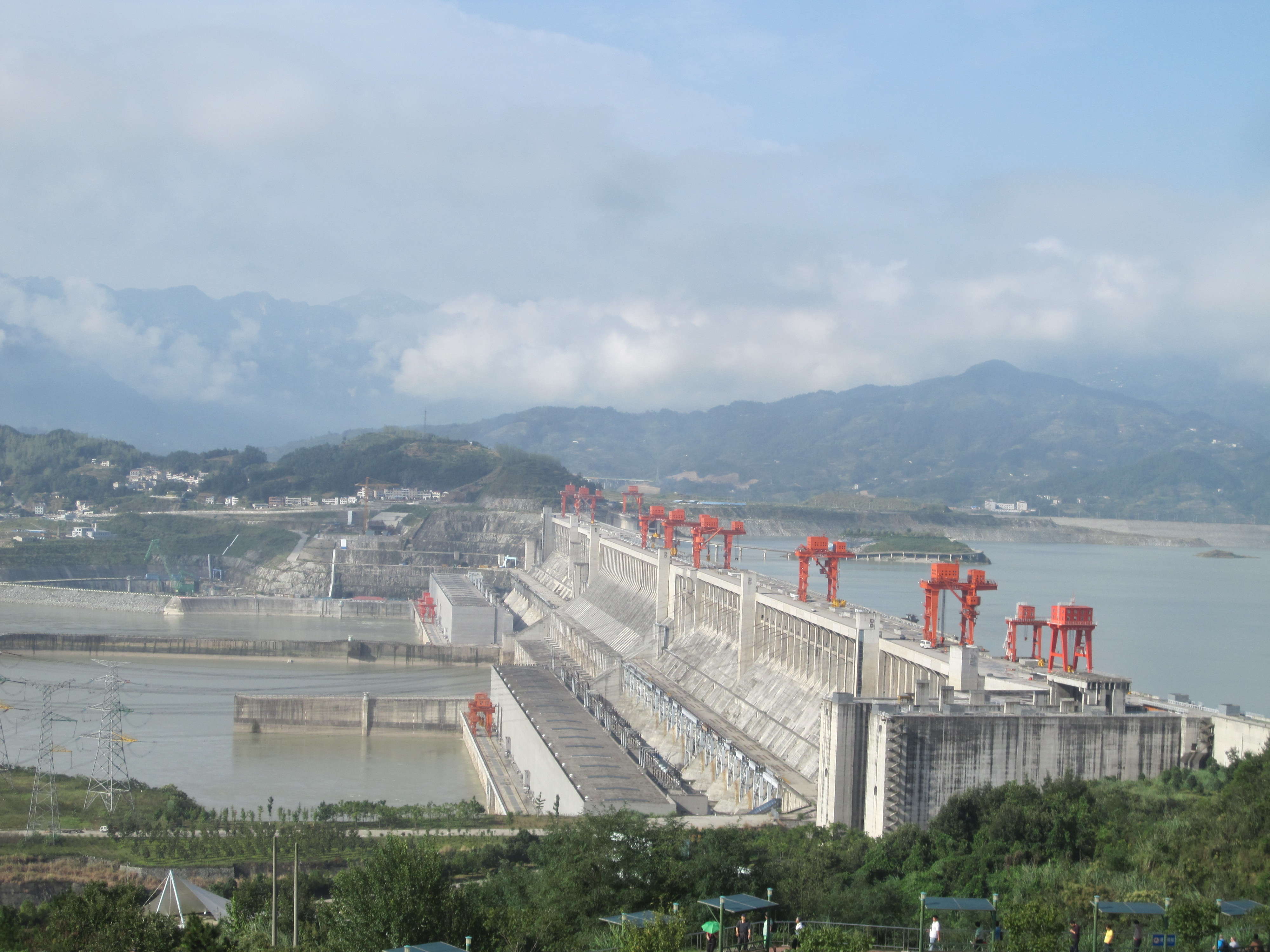
Крупнейшая в мире ГЭС — Три ущелья в Китае.

### Энергия солнечного света

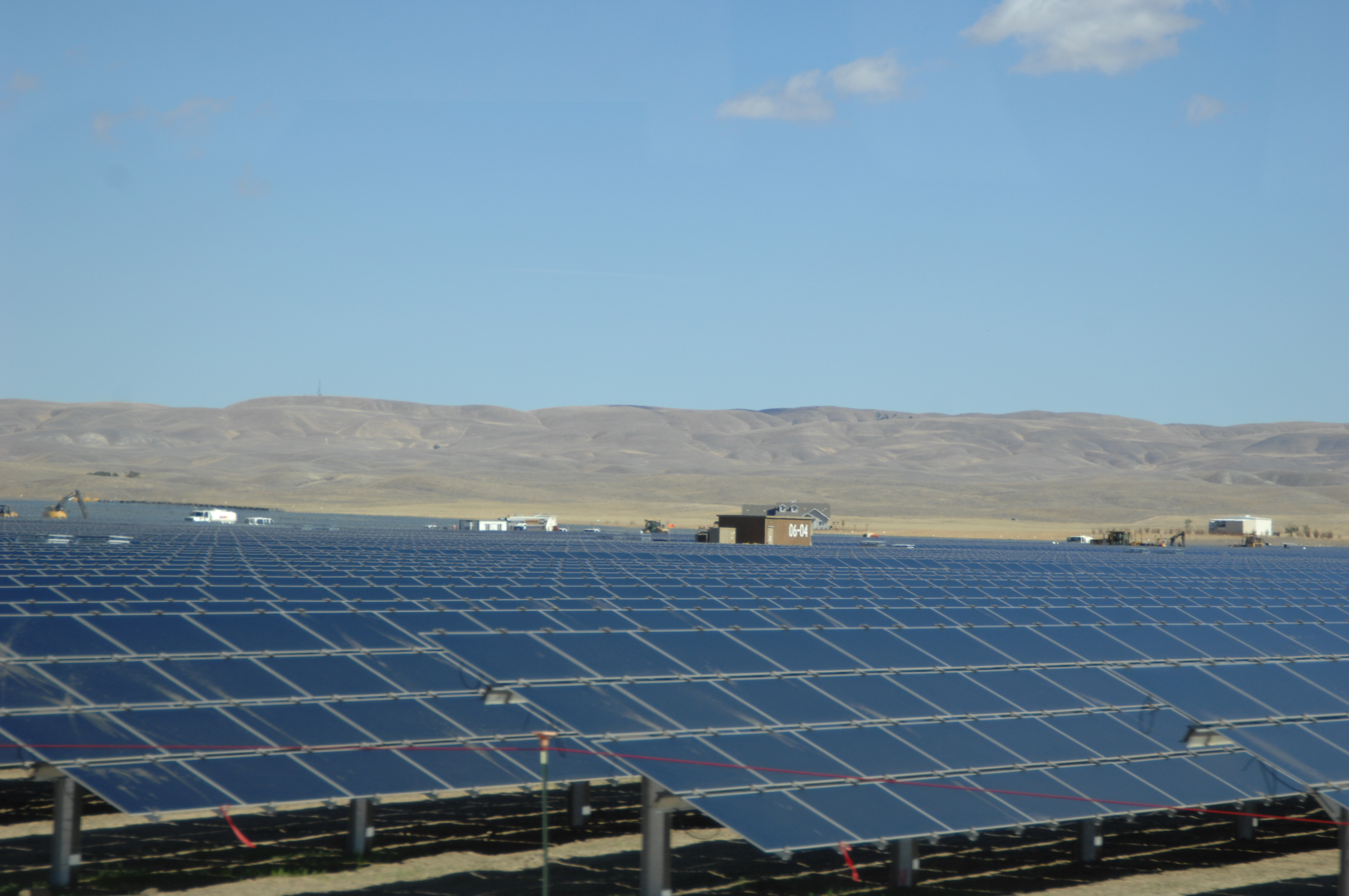
Topaz Solar Farm

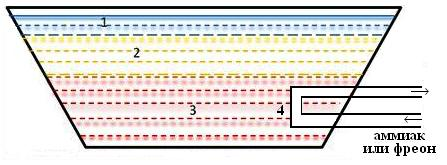
Схема солнечного пруда:
1 — слой пресной воды; 2 — градиентный слой;
3 — слой крутого рассола; 4 — теплообменник.

### Геотермальная энергия

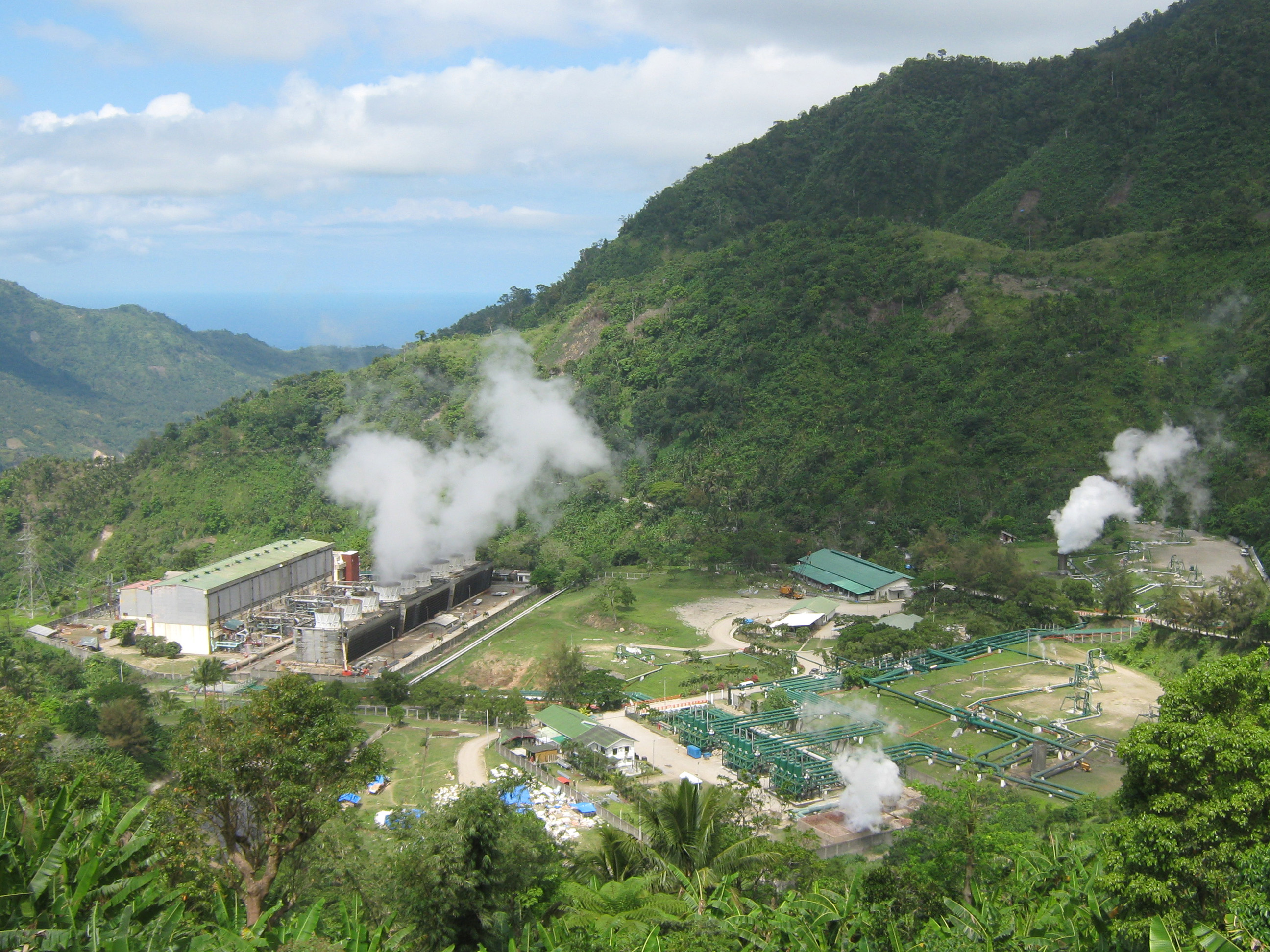
Геотермальная станция на Филиппинах

#### Биотопливо второго поколения

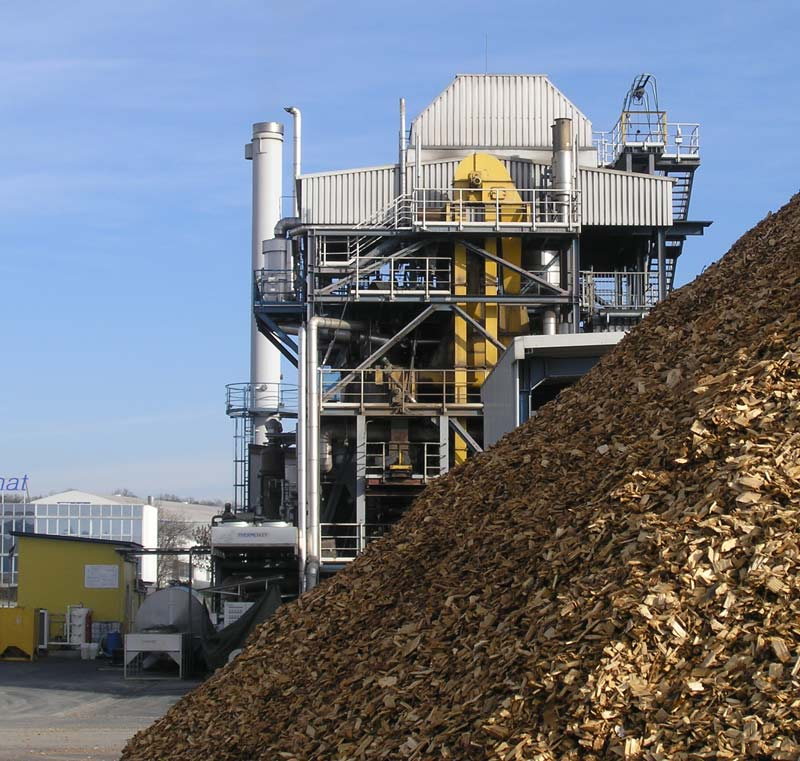
Завод пиролиза биомассы, Австрия